# 小日向白朗

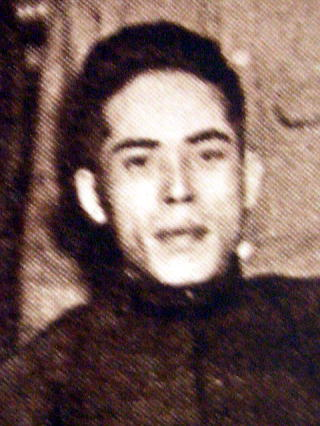
イギリス人拉致事件解決時の小日向白朗（1932年9月）。

小日向 白朗（こひなた はくろう、1900年（明治33年）1月31日 - 1982年（昭和57年）1月5日）とは、単身で中国大陸に渡り、捕虜から「中国全土の馬賊」の総頭目にまで上り詰めた日本人の馬賊である。新潟県三条市出身。本名は健松。中国名は尚旭東。民衆からは小白竜とも呼ばれた。

## 人物・生涯
1900年（明治33年）年、新潟県・三条の機屋の次男に生まれた。16歳の春、東京に出て同郷出身の屑問屋に奉公。当時の第一次世界大戦の影響で好景気の中、屑鉄集めで一儲けした。シベリア単騎横断で有名な福島安正中佐にあこがれ、中国、チベットを調査しながら、ドイツを目指そうと17歳で中国に渡る。奉天（現瀋陽）駅の駅長に「中国語を学ぶには天津か北京に行くほうがいい」と勧められ、天津へ赴き、そこで駐屯軍司令部付の坂西利八郎大佐の知遇を得た。坂西大佐の下で、中国語、射撃などの訓練に励んだ。坂西大佐が少将に昇任して北京に赴任するのについて行き、北京公使館付武官たちの知己を得る。
20歳で坂西少将から通行手形、拳銃と弾丸、銀貨をもらい、モンゴルのウランバートルを目指す旅に出たが、馬賊に襲われて捕虜となり、命と引き替えに馬賊の下働きとなる。数多くの戦いで頭角を現したのち、馬賊の聖地である3年間千山無量観で道教と武当派の中国拳法などの修行をつみ、大長老の葛月潭老師より「尚旭東（しゃんしゅいとん）」の名と破魔の銃「小白竜（しょうぱいろん）」を授かった。この瞬間、小日向白朗は中国全土の馬賊の総頭目となった。東北軍閥・張作霖に請われ、その軍において数々の軍功を重ねて中将となり、張作霖の息子、張学良とも義兄弟の仲になる。
大本教の出口王仁三郎がモンゴル入り後に張作霖に捕らえられたとき、出口の釈放に奔走した。
翌1928（昭和3）年6月、張作霖爆殺事件が勃発、張学良は国民政府に合流した（易幟）。
小日向は、日本軍と中国軍の間に立って、両者の融和に努めたり、日中戦争の前夜、蔣介石との和平工作に当たったりしたが、日本軍の裏切りで配下の多くの馬賊たちを失うことにもなった。日本軍の下で特務機関の役割を担って天津や上海で活動し、日本軍系テロ組織の首領として国民政府系、共産系テロ組織などとのスパイ戦に身を投じた。
戦後は国民党軍に逮捕され、漢奸罪で起訴されるが、日本国籍を有していることが認められ、免訴となる。
池田勇人内閣の情報機関の顧問を務めた。
1982年、東京都新宿区にて死去。

## モデルにした小説・漫画
- 朽木寒三『馬賊戦記 - 小日向白朗蘇るヒーロー』、1966年。新装改訂版上・下、ストーク、2005年。徳間文庫でも刊行された。事実談。
- 都築七郎『馬賊 - 中国仁侠の自衛組織』新人物往来社、1974年。
- 横山光輝『狼の星座』　1975年から1976年にかけて『週刊少年マガジン』（講談社）にて連載。講談社少年マガジンKC、全7巻、1975年 - 1976年[3]。講談社KCスペシャル、全4巻、1985年[4]。講談社漫画文庫、全4巻、2005年[4]。上記『馬賊戦記』を元に描かれた。